# デンプシー・ロール
デンプシー・ロール（英: Dempsey roll）は、ボクシングの元世界ヘビー級王者ジャック・デンプシーが編み出した技。

## 概要
現在のボクシングでは当たり前となっている「前傾姿勢による体重の乗った重いパンチ」という技術は、元々はデンプシーが用いたものであり、この他にも多くのインファイト・テクニックを編み出している。「デンプシー・ロール」もその1つであり、小柄なデンプシーが自分より大柄な相手を倒すところを目撃した当時のボクサー達はその技術を取り入れるのに躍起になった。
「デンプシー・ロール」とは、主に相手がグロッキーとなったところで、自分の軸が相手の軸の向こう側に出るように死角へ回り込み、左右のウィービング（上体の動き）で勢いをつけ体重の乗ったスピーディーなフックを叩きつけるというテクニックである。防御と攻撃が一体となったテクニックであり、スムーズな重心移動によりそこから繰り出されるパンチは格段に攻撃力が高まるため、理論的にも優れた技であると言える。
現在、「デンプシー・ロール」という呼称自体は現実のボクシングでは全く見かけなくなっているが、「真面目にインファイトを練習していればどんなボクサーでも知らない間に習得できる基礎中の基礎」としてどのジムでも採用されている。フックに隙が多く、カウンターで倍返しということも少なくないため、相手に止めを刺す時に用いられることがほとんどである。
日本で最初に使いこなしたのは、エディ・タウンゼントに教えられた藤猛である。
日本においては、森川ジョージの漫画『はじめの一歩』の主人公である幕ノ内一歩の必殺技として、デンプシーロールが使われるようになって以降、ボクシングファン以外でも名を知られるようになった。

## ボクシング漫画におけるデンプシー・ロール
ナックルNo.1
1979年の『ナックルNo.1』（安紀宏紀）にデンプシー・ロールが登場している。
はいすくーる仁義
主人公の安芸情二が生徒とのボクシング対決の際に、使用した。その際に解説の教頭の口から藤猛の名前も登場している。
はじめの一歩
1989年から連載中の『はじめの一歩』の主人公、幕之内一歩が使用するメインの必殺技。
同作品内でのデンプシー・ロールの扱いは、「上半身を∞の軌道で振り続け、身体が戻ってくる反動を利用した左右の連打。ボクシング技術の発達した近代では『規則正しい振り子運動でカウンターを合わせ易い』という欠点があり、恐るべき破壊力を持ちながらもいつしか使用者がいなくなり、次第に歴史の闇へと消えていった諸刃の剣」「リズム・スピード・カウンターで形成される近代ボクシングには通用しない」とされている。
そのため幕ノ内は、カウンター使いの沢村が試合相手になった際に、近代ボクシングに通用する進化版のデンプシーロールとして、途中で急ストップすることでカウンターのタイミングをずらすことを身につける。その後、ボクサー生命を縮めるという理由から、一時的にデンプシーロールに頼らない試合を続けるものの、地道な筋力トレーニングからさらに進化を続けて、柔軟な筋力をつけることで「縦回転のデンプシーロール」を実現していく。